# Poppy.Computer
Poppy.Computer é o álbum de estreia da cantora estadunidense Poppy. Ele foi lançado em 6 de outubro de 2017 pela Mad Decent, posteriormente a Poppy.Computer Tour se tornou uma turnê de 40 cidades para promover o álbum.

## Antecedentes e desenvolvimento
Poppy.Computer foi composto em Los Angeles no meio de 2016 por Poppy e Titanic Sinclair com o apoio de compositores como Simon Wilcox e Chris Greatti vocalista e compositor da banda Blame Candy. Próximo do fim de ano, Poppy e Sinclair seguiram para o Japão em busca de trabalhar com produtores em estúdio, ambos voltaram para Los Angeles na primavera de 2017 para finalizar o álbum.
Em 6 de maio de 2017, Poppy confirmou em seu Twitter que o seu álbum de estreia estava pronto. No mesmo tuíte Poppy também confirmou que poderia ter uma turnê para promover o álbum e que a sua data de lançamento já tinha sido prevista. Quando questionada por um fã se a mesma poderia lançar o álbum por si só, ela disse, "Ainda tem muito trabalho para ser feito até lá". Após ser entrevistada pela revista Wired para um artigo, o website deles acidentalmente postou a data de lançamento do álbum sendo 6 de outubro de 2017, no qual também é a data de aniversário do canal do YouTube de Poppy.
Em 8 de setembro de 2017, Poppy anunciou oficialmente o lançamento do seu próximo em um vídeo no seu canal do YouTube intitulado "Poppy.Computer".

## Composição
Poppy em uma entrevista para Pop Crush, declarou a sua opinião pessoal sobre o álbum, "O álbum em si é repleto de música pop que é o resultado de várias 'sementes' plantadas a muitos anos e anos atrás – a música popular foi tão modificada ao longo do tempo que chegou ao ponto que a quantidade [de vendas] é maior do que a qualidade e eu gostaria de fazer o meu melhor para preservar e retomar essas coisas sobre o pop que o fazem tão especial em primeiro lugar". Na mesma entrevista, Poppy fala sobre como a imaginação dela foi importante para compor as músicas e apoiar os produtores para o projeto do álbum, principalmente com o seu entusiasmo.

#### Influências
As influências dela também foram algo fundamental para o desenvolvimento do projeto, algumas músicas como "Let's Make a Video", "I'm Poppy" e "Interweb" mostram elementos do electropop enquanto "Moshi Moshi", "Bleach Blonde Baby" e "Pop Music" tem elementos referentes do j-pop e do indie, algumas faixas também tem "batidas-retrô" do rock alternativo como em "My Microphone" e "Fuzzy".
O álbum em si teve uma influência cultural muito forte do Japão, foram inspirados principalmente na sociedade e em seus hábitos, especificamente em Akihabara. Enquanto ela permaneceu lá, a mesma manteve contato com Kyary Pamyu Pamyu e Mac DeMarco, os quais foram as principais influências musicais para o álbum. Poppy em uma entrevista ao programa de rádio Zach Sang Show afirmou que a internet e o "mundo da fama" de Hollywood também foram elementos que  ela utilizou na produção do álbum, recebendo apoio do DJ estadunidense Diplo.

## Singles
- "I'm Poppy" foi lançado como o primeiro single do álbum em 14 de fevereiro de 2017.[11]
- "Computer Boy" foi lançado em 19 de maio de 2017, como o segundo single do álbum.[12]
- "Let's Make a Video" foi lançado em 22 de junho de 2017, como o terceiro single do álbum.[13] O seu videoclipe oficial foi lançado no YouTube em 11 de julho de 2017.
- "Interweb" foi lançado como o quarto single em 17 de julho de 2017 com o videoclipe lançado em 21 de 2017.[14] Para promover o single, ela fez uma performance de última noite da canção no talk show The Late Late Show with James Corden.[15]
- "My Style" foi lançado como o quinto single em 1° de setembro de 2017. O single tem a participação especial da personagem manequim Charlotte, esta que já apareceu em algumas esquetes e vídeos no canal do YouTube de Poppy.[16]
- "Moshi Moshi" foi lançado como o sexto single em 10 de novembro de 2017.
- "Bleach Blonde Baby" foi lançado como o sétimo single em 13 de dezembro de 2017. O single foi peformado no Total Request Live em 29 de janeiro de 2018.[17]

## Recepção da crítica
| Críticas profissionais | Críticas profissionais |
| Avaliações da crítica  | Avaliações da crítica  |
| Fonte                  | Avaliação              |
| ---------------------- | ---------------------- |
| Allmusic               | [ 18 ]                 |
| The Ithacan            | [ 19 ]                 |
| The Mustang            | 8/10                   |
| CommRadio              | 8/10                   |

A crítica responsável por Poppy.Computer foi de forma geral, bastante positiva, The Ithacan deu 5 estrelas para toda a produção e o álbum, descrevendo a música da Poppy como "cativante assim como os seus vídeos". The Mustang percebeu que que "o álbum através do pop ao longo dos anos, continua trazendo vários tipos diferentes de instrumentais e atmosferas musicais", e que o álbum faz um bom trabalho de repercussão dessa mensagem sonora para os ouvintes.
A revista Rolling Stone classificou o álbum em 18° lugar na sua lista "Os 20 melhores álbuns de pop contemporâneo de 2017", afirmando que Poppy.Computer era "uma fonte viva de criatividade e bizarrices, ele tem um estilo musical único que pode te deixar em monomania mas tira os ouvintes de todo o tédio".

## Lista de faixas
| Poppy.Computer |                                        |                                           |                |         |  |
| N.º            | Título                                 | Compositor(es)                            | Produtor(es)   | Duração |  |
| 1.             | "I'm Poppy"                            | Moriah Pereira Corey Mixter Ryosuke Sakai | Sakai          | 3:06    |  |
| 2.             | "Let's Make a Video"                   | Pereira Mixter Masanori Takumi            | Sakai          | 2:52    |  |
| 3.             | "Bleach Blonde Baby"                   | Pereira Mixter Simon Wilcox               | Sakai          | 3:29    |  |
| 4.             | "My Microphone"                        | Pereira Chris Greatti                     | Mixter Sakai   | 2:51    |  |
| 5.             | "Moshi Moshi"                          | Pereira Greatti                           | Sakai          | 3:41    |  |
| 6.             | "Computer Boy"                         | Pereira Greatti                           | Sakai          | 2:51    |  |
| 7.             | "My Style" (participação de Charlotte) | Pereira Mixter Wilcox                     | Mixter         | 2:37    |  |
| 8.             | "Fuzzy"                                | Pereira Greatti                           | Sakai          | 2:50    |  |
| 9.             | "Interweb"                             | Pereira Mixter Wilcox                     | Mixter         | 3:49    |  |
| 10.            | "Software Upgrade"                     | Pereira Mixter Wilcox                     | Sakai          | 3:26    |  |
| 11.            | "Pop Music"                            | Pereira Mixter Wilcox                     | Mixter         | 2:45    |  |
| Duração total: | Duração total:                         | Duração total:                            | Duração total: | 34:17   |  |

## Desempenho nas tabelas mundiais
| Tabela Mundial (2017)       | Melhor posição |
| --------------------------- | -------------- |
| Top Heatseekers (Billboard) | 11             |
| Independent Albums          | 33             |

## História de lançamento
| Região | Data                  | Formsto          | Edições  | Gravadora(s)         | Ref    |
| ------ | --------------------- | ---------------- | -------- | -------------------- | ------ |
| Várias | 16 de outubro de 2017 | CD LP streaming  | Padrão   | I'm Poppy/Mad Decent | [ 2 ]  |
| Várias | 16 de março de 2017   | Download digital | Remix EP | I'm Poppy/Mad Decent | [ 27 ] |